# Repellent

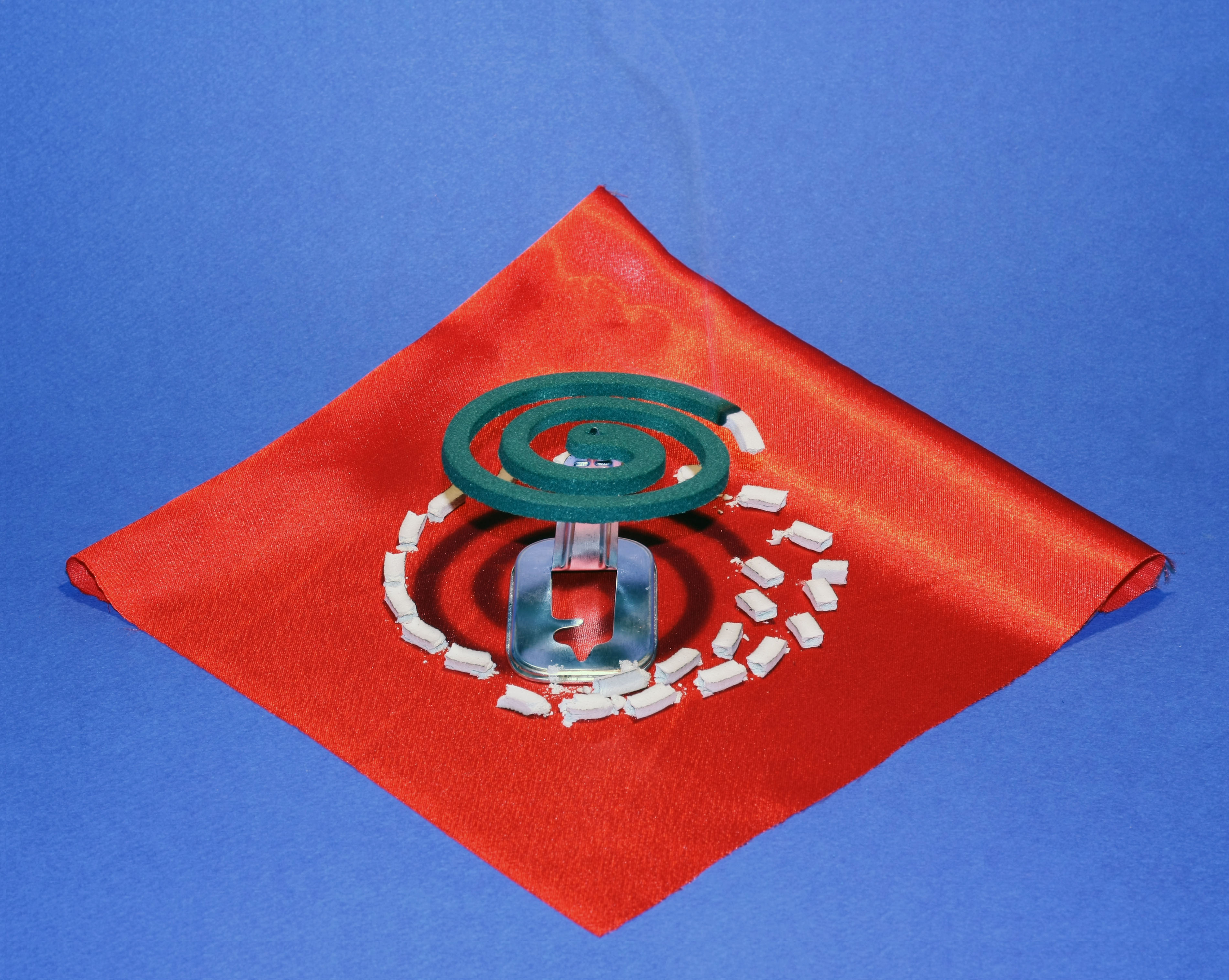
Moskitospirale

Als Repellent (von lat. repellere „vertreiben“, „zurückstoßen“) – auch Repellens, Repulsivstoff oder Vergrämungsmittel – wird ein Wirkstoff bezeichnet, der von einem Organismus meist über den Geruchssinn wahrgenommen wird und der diesen abschreckt, ohne ihn zu töten. Auch eine orale Aufnahme des Wirkstoffs, also eine Wirkung über den Geschmackssinn ist möglich und findet z. B. bei der Vergrämung von Wildschweinen Anwendung.
Vor allem im englischen Sprachraum werden zu den Repellentien auch physikalische Methoden gezählt, die Organismen vertreiben oder zurückstoßen wie elektrische Weidezäune oder Ultraschallquellen (Repeller).
Repellentien werden gegen unterschiedliche Organismen eingesetzt, die an einem bestimmten Ort als unerwünscht, schädigend oder lästig angesehen werden und vertrieben werden sollen. Als Zielorganismen kommen heute Gliederfüßer, Fische, Säugetiere oder auch Menschen in Betracht.

## Repellentien gegen Gliederfüßer
Im Unterschied zu giftigen Insektiziden, durch welche Insekten, die als „Schädling“, bzw. „Lästling“ gelten, gezielt getötet werden, überleben die Zielorganismen den Kontakt mit Repellentien, zu denen auch einige Pflanzen gezählt werden, wie beispielsweise Lavendel, Basilikum, Bohnenkraut, Minze, Salbei und Ringelblume. Eine Alternative zu verarbeiteten Handelsprodukten, besteht in der gezielten Anpflanzung dieser Pflanzen im direkten Wohnumfeld.
Diese Gruppe der Repellentien wird vor allem gegen blutsaugende, krankheitsübertragende Gliederfüßer wie Stechmücken, Bremsen oder Zecken eingesetzt. Sie sollen diese Organismen vor allem von Mensch und Tier, selten auch von Pflanzen fernhalten. Die Abwehr von stechenden Insekten ist in vielen Gegenden ein starkes menschliches Bedürfnis. Repellentien gegen Gliederfüßer stellen in Regionen mit einem hohen Risiko der Übertragung von Krankheitserregern eine wichtige vorbeugende Maßnahme gegen Infektionen dar. In den gemäßigten Zonen Europas ist der Einsatz von Repellentien gegen Zecken neben nahezu vollständiger Bedeckung der Haut durch Kleidung und FSME-Schutzimpfung eine sinnvolle Schutzmaßnahme.

### Natürliche Mittel

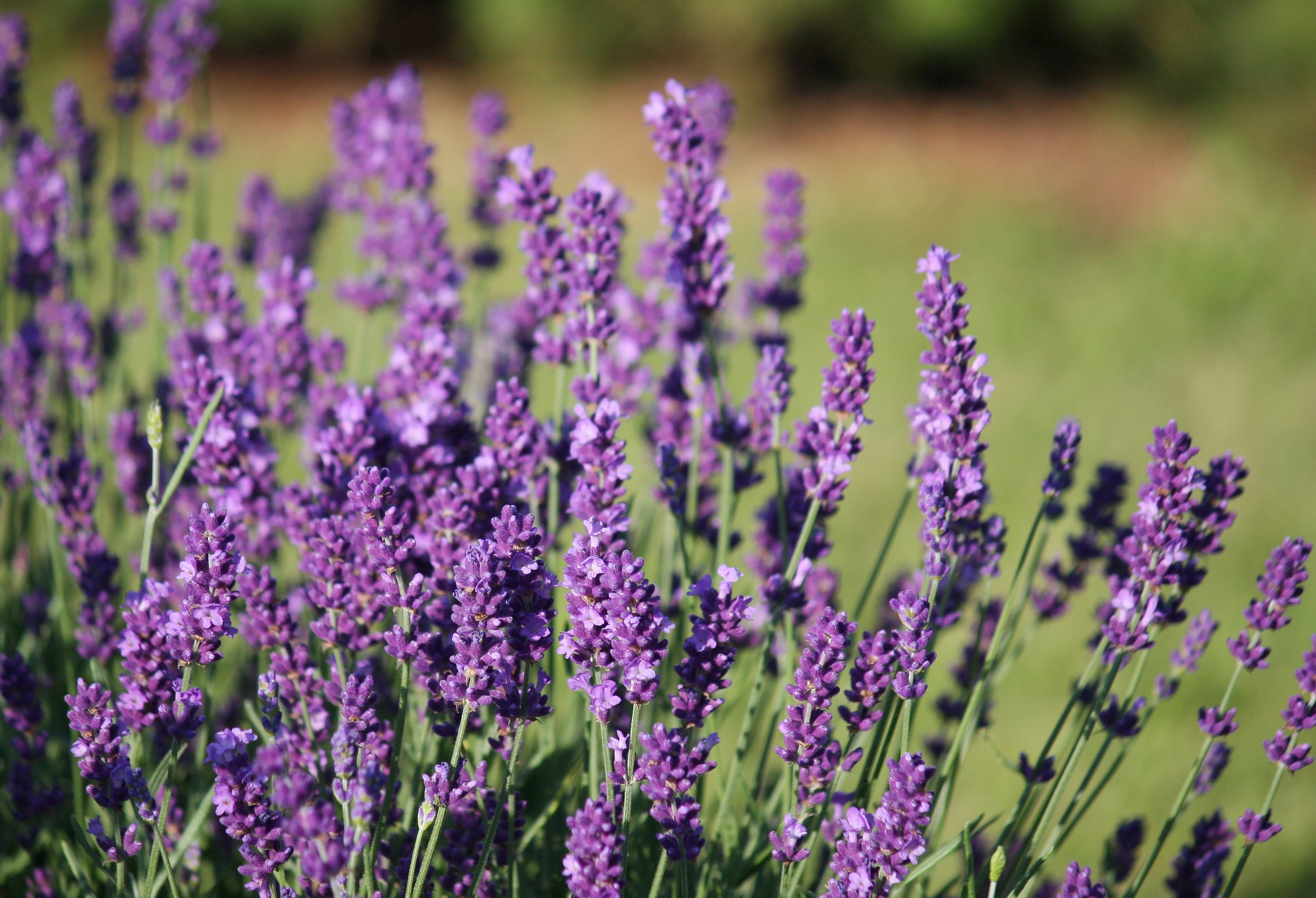
Echter Lavendel dient als Ausgangsbasis zahlreicher Produkte zur Insektenvergrämung

Als natürliche Repellentien werden vor allem ätherische Öle von verschiedenen Vertretern der Lippenblütler (hauptsächlich Basilikum, Minzen, Lavendel, Salbei oder Thymian), der Myrtengewächse (Eukalypten, Gewürznelken und Teebaum), der aromatischen Süßgräser (Citronella und Palmarosa) sowie der Pelargonien und Zedern verwendet. Die abschreckende Wirkung von ätherischen Ölen ist allerdings nur kurz, vor allem wenn sie in Verdünnung eingesetzt werden.

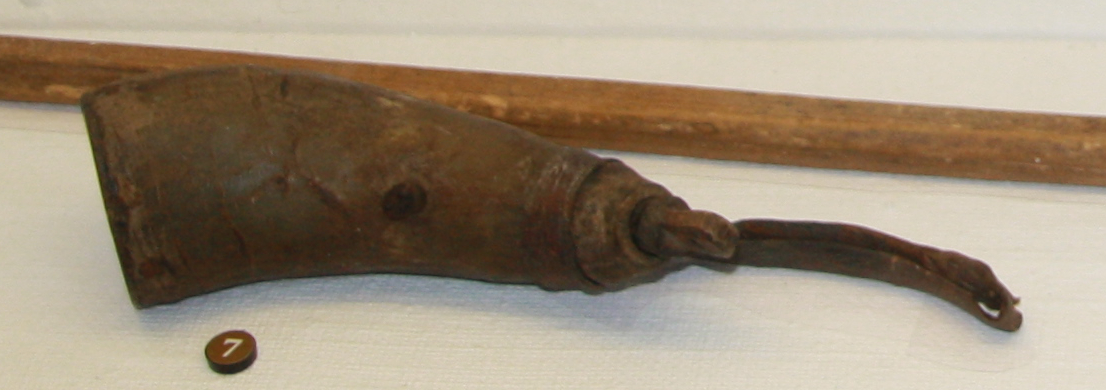
Gefäß aus Kuhhorn für Pechöl zur Insektenabwehr. Nordiska Museet, Stockholm. Das Gefäß wurde mit einer Lederschlaufe am Gürtel getragen.

In den im Sommer sehr mit Stechmücken belasteten nordischen Ländern ist Pechöl, ein Nebenprodukt bei der Gewinnung von Birkenpech, ein traditionelles Mittel.

### Wirkstoffe und Wirksamkeit natürlicher Mittel
Die Stiftung Warentest testete im Jahre 2004 unter anderem fünf Repellentien, deren Hauptwirkstoffe Mischungen aus ätherischen Ölen waren und gegen Stechmücken verwendet werden. Die Mittel wurden auf ihre Wirksamkeit gegen Mückenstiche getestet und waren entweder vollkommen unwirksam oder schützten durchschnittlich weniger als eine Stunde gegen Mückenstiche. Bei den Tests im Jahr 2010 wurden ebenfalls fünf Produkte auf der Basis ätherischer Öle untersucht. Ebenfalls ausschließlich auf die Wirksamkeit gegen Mückenstiche. Ein Mittel mit Geraniol schützte je nach Mückenart eine bis drei Stunden vor Stichen, ein weiteres mit einer Mischung aus ätherischen Ölen eine bis gut zweieinhalb Stunden. Die übrigen drei Produkte schützen nicht oder weniger als eine Stunde.
Der Wirkstoff p-Menthan-3,8-Diol (PMD, Citriodiol) stammt aus dem Zitroneneukalyptus (Corymbia citriodora, Syn. Eucalyptus citriodora). PMD ist kein Bestandteil des ätherischen Öls des Zitroneneukalyptus, sondern wurde ursprünglich aus den Destillationsrückständen gewonnen, die bei der Extraktion des ätherischen Öls anfallen, und wird inzwischen häufig chemisch synthetisiert. PMD ist unter den pflanzlichen Wirkstoffen der bisher wirksamste gegen Stechmücken. Es kann je nach Formulierung Schutzzeiten von mehreren Stunden gewährleisten.

### Synthetische Mittel
Künstliche Repellentien gegen Gliederfüßer sind beispielsweise Diethyltoluamid (DEET), Icaridin (Picaridin), N-Butylacetanilid, Di-n-propylisocinchomeronat, Indalon, Sigilline, SS220, 2-Butyl-2-ethyl-1,3-propandiol oder IR3535 (= Ethylbutylacetylaminopropionat). Je nach Produkt und Formulierung konnten bei diesen Wirkstoffen Schutzzeiten von mehreren Stunden gegen Stechmücken beobachtet werden. Im Jahr 2014 verglich Stiftung Warentest Repellents gegen die tagaktive Gelbfiebermücke, die Südliche Hausmücke (Culex quinquefasciatus) und die Malariamücke Anopheles gambiae mit dem Ergebnis, dass zwei Mittel mit dem Wirkstoff DEET und ein Mittel mit dem Wirkstoff Icaridin gegen alle am besten wirken.
Repellent-Präparate zur Anwendung auf der Haut sind in den Produktformen Lösung, Aerosol-Spray, Pump-Spray, Schaum, Stift, Roller, Emulsion, Gel und als getränkte Tücher im Handel. Die wichtigsten Produkte – Lösungen, Sprays und Emulsionen – basieren auf alkoholischen bzw. wässrig-alkoholischen Lösungen oder kosmetischen Emulsionen. Pflegende und feuchtigkeitsbindende Substanzen und Parfümkomponenten verbessern die kosmetischen Eigenschaften.
Bei Hunden wird gegen Flöhe und Zecken vor allem das sowohl als Insektizid wirksame, aber auch Gliederfüßer vergrämende Pyrethroid Permethrin als Spot-on eingesetzt. Pyrethroide sind synthetisch hergestellte Abarten des Pyrethrums, welches natürlicherweise in Chrysanthemen vorkommt. Sie werden ebenfalls verwendet, um Bettnetze oder Kleidungsstücke für Gliederfüßer abschreckend zu machen.

## Hai-Repellentien
Als erste Epoche der ernsthaften Erforschung von Repellentien gegen Haie wird die Zeit des Zweiten Weltkriegs angesehen. Zu dieser Zeit suchte das Militär das scheinbare oder auch reale Risiko für notgewasserte Flugzeugbesatzungen oder in Seenot geratene Seeleute zu minimieren. Die Forschungen ergaben zusammen mit historischen Erfahrungen, dass Haie wirksam durch den „Geruch“ von toten Haien vertrieben werden. Entscheidende Bestandteile dieses Geruchs schienen gewisse Kupferverbindungen wie Kupfersulfat und Kupferacetat zu sein. Diese Verbindungen wurden mit anderen Inhaltsstoffen vermischt, die den Geruch des Körpers eines toten Hais imitieren sollten, um so im Wasser befindliche Menschen zu schützen. Als Hai-Repellent für Seeleute war jahrelang eine Zubereitung aus Kupferacetat und Farbstoffen üblich. Spätere Forschungen haben ergeben, dass diese Zubereitung für ihre Zweckbestimmung nahezu unwirksam war.
Auch heute wird noch nach einem wirksamen Hai-Repellent gesucht. Am wirksamsten erwiesen sich bisher jedoch physikalische Maßnahmen, wie Geräte, die durch elektrische Felder das empfindliche Seitenlinienorgan der Haie stören.

## Repellentien gegen Säugetiere
Repellentien basieren grundsätzlich auf dem Prinzip, die natürliche Abneigung eines Tieres gegen etwas auszunutzen. Der ausgewählte Gegenstand der Abneigung ist meistens etwas, welches das Tier in seiner natürlichen Umgebung zu meiden gelernt hat oder auch instinktiv meidet. Manche Tiere werden von allen Gegenständen vergrämt, die den Geruch des Urins eines bestimmten Raubtiers tragen. So ist der Urin eines Tigers ein sehr effektives Repellent gegen viele Säugetiere. Kojotenurin hat eine gewisse Bedeutung beim Vergrämen von Hirschen erhalten. Der Geruch des Urins von Füchsen ist wirksam, um Kaninchen, Waldmurmeltiere, Eichhörnchen und Streifenhörnchen zu vertreiben. Der Urin von Rotluchsen vergrämt Maulwürfe, Mäuse, Wühlmäuse und andere Nagetiere. Der Geruch von Wolfsurin vertreibt Elche.
Es gibt Tiere, die sich selbst durch Repellentien zu schützen suchen. Sie verbreiten, meistens wenn sie angegriffen werden, Stoffe, die sich durch widerlichen Gestank auszeichnen. Zu ihnen zählen z. B. bestimmte Wanzen wie die Bettwanze oder die grüne Stinkwanze. Die prominentesten Vertreter dieser Gruppe sind jedoch die Stinktiere oder Skunks. Sie verspritzen zu ihrer Verteidigung ein geruchsintensives Analdrüsensekret, das als Repellent vor allem die Alkanthiole (auch als Mercaptane bekannt) (E)-2-Buten-1-thiol und 3-Methylbutanthiol enthält. Die Wirkstoffe des Analdrüsensekrets werden inzwischen synthetisch hergestellt und in Zubereitungen zum Vergrämen von Hunden und Katzen, in Einzelfällen auch gegen Menschen verwendet.
Weitere synthetisch hergestellte Repellentien sind
- Aluminiumammoniumsulfat-Dodecahydrat gegen Hunde und Katzen,
- Calciumcarbid gegen Maulwürfe und Wühlmäuse, durch die Erdfeuchte wird Ethin, aber auch in Spuren Monophosphan, Ammoniak und Schwefelwasserstoff freigesetzt, den Rückstand Karbidkalk betrachtete man als Dünger.

Gegen Wildverbiss und Wühlschäden durch Waldtiere wie Rehe, Rotwild und Wildschweine existiert ein großes Sortiment im Fachhandel. Es gibt Granulate und flüssige Mittel, die chemisch teilweise auf Ausdünstungen von Raubtieren, teilweise auch auf Menschenschweiß basieren. Flüssige Mittel werden in Verdunstern ausgebracht, Granulat kann gestreut werden. Die Mittel werden entweder flächig oder häufiger als Duftzaun ausgebracht.